# 김민기 1
《김민기 1》은 가수 김민기의 시리즈 형식으로 발매된 첫 번째 음반이다. 총 2년의 준비 과정을 거쳐 1993년 2월 15일 서울음반에서 4장 시리즈 형식으로 구성한 음반을 발매했다.

## 수록곡

### 수록곡 목록
| #  | 제목                | 작사   | 작곡   | 재생 시간 |
| -- | ------------------- | ------ | ------ | --------- |
| 1. | 〈가을편지〉        | 고은   | 김민기 | 3:40      |
| 2. | 〈내나라 내겨레〉   | 김민기 | 송창식 | 3:29      |
| 3. | 〈내나라 내겨레〉   | 김민기 | 김민기 | 3:50      |
| 4. | 〈꽃피우는 아이〉   | 김민기 | 김민기 | 4:03      |
| 5. | 〈아침이슬-연주곡〉 | 김민기 | 김민기 | 5:45      |

| #  | 제목              | 작사   | 작곡   | 재생 시간 |
| -- | ----------------- | ------ | ------ | --------- |
| 1. | 〈아침이슬〉      | 김민기 | 김민기 | 3:41      |
| 2. | 〈잃어버린 말〉   | 김민기 | 김민기 | 3:30      |
| 3. | 〈아름다운 사람〉 | 김민기 | 김민기 | 3:56      |
| 4. | 〈그날〉          | 김민기 | 김민기 | 3:18      |
| 5. | 〈친구〉          | 김민기 | 김민기 | 3:30      |
| 6. | 〈잘가오〉        | 김민기 | 김민기 | 2:36      |

## 평가
- 동아일보는 "김민기 노래 제모습 찾았다"고 평가하며 김민기의 음악적 역사를 간략히 소개했다[1].
- 중앙일보는 "시대변화 절감, 김민기 음악 결산전집 나온다"고 평가했다[2].

1. ↑  “네이버  뉴스 라이브러리”. 2018년 5월 7일에 확인함.
2. ↑  “「김민기음악」결산 전집 나온다”. 《중앙일보》. 1993년 3월 4일. 2018년 5월 7일에 확인함.